# Gare de Gestel
La gare de Gestel est une gare ferroviaire française de la ligne de Savenay à Landerneau située en bordure du bourg de la commune de Gestel, membre de la communauté d'agglomération Lorient Agglomération, dans le département du Morbihan, en région Bretagne.
Elle est mise en service en 1863 par la compagnie du chemin de fer de Paris à Orléans. 
C'est une halte voyageurs de la Société nationale des chemins de fer français (SNCF), desservie par des trains TER Bretagne.

## Situation ferroviaire
Établie à 47 mètres d'altitude, la gare de Gestel est située au point kilométrique (PK) 628,310 de la ligne de Savenay à Landerneau, entre les gares de Lorient et de Quimperlé.
Elle était l'origine d'un embranchement particulier, aujourd'hui fermé et en partie déferré, assurant la desserte de la base de Lann-Bihoué.

## Histoire
L'arrivée du chemin de fer sur la commune a lieu, le 7 septembre 1863, lors de l'inauguration du tronçon de Lorient à Quimper, à voie unique sur une plateforme prévue pour deux voies, de la ligne de Savenay à Châteaulin par la Compagnie du chemin de fer de Paris à Orléans (PO). La mise en service officielle de la gare de Gestel avec l'ouverture de l'exploitation, par la compagnie du PO, a lieu, le lendemain de l'inauguration, le 8 septembre 1863.
Le bâtiment voyageurs, dessiné par l'architecte Phidias Vestier pour la Compagnie du PO, est conforme au style développé pour seize des gares de la ligne, c'est-à-dire une alternance de lignes rouges et blanches réalisées en alternant briques et tuffeau. Ce bâtiment, à un étage sous un toit en ardoise, est complété par une halle à marchandise et un abri de quai, construits avec les mêmes matériaux.
Au début du XXe siècle Henri Laurent prend une photo du bâtiment voyageurs avec un important groupe de personnage sans doute présents pour l'une des fêtes qui régulièrement animent la gare à cette époque. Cette photo est éditée et commercialisée en carte postale par son auteur.

La gare du PO au début des années 1900
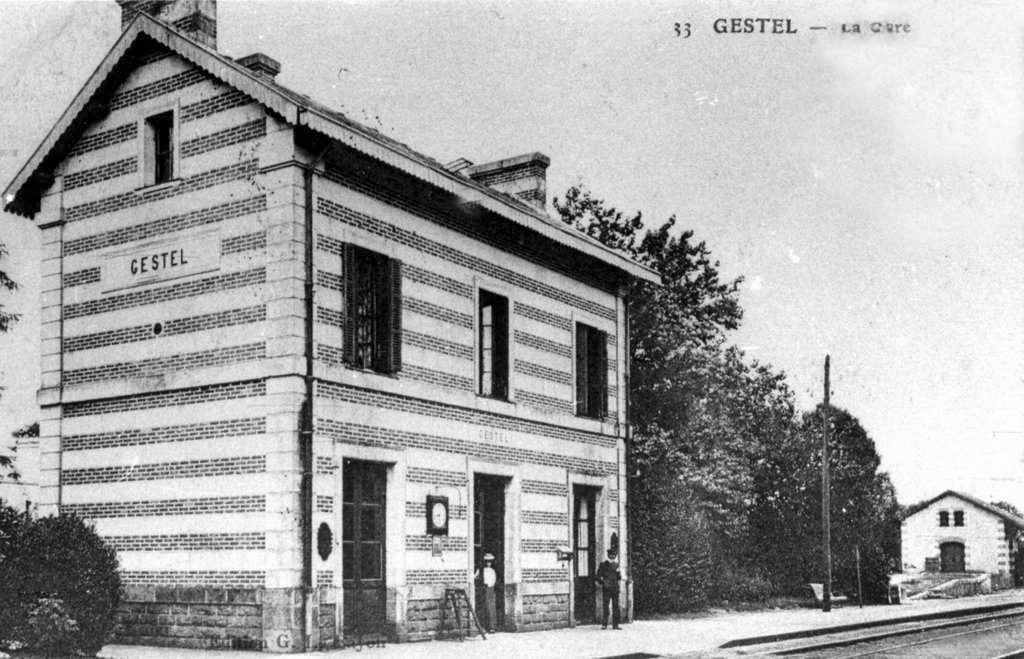
Les bâtiments.
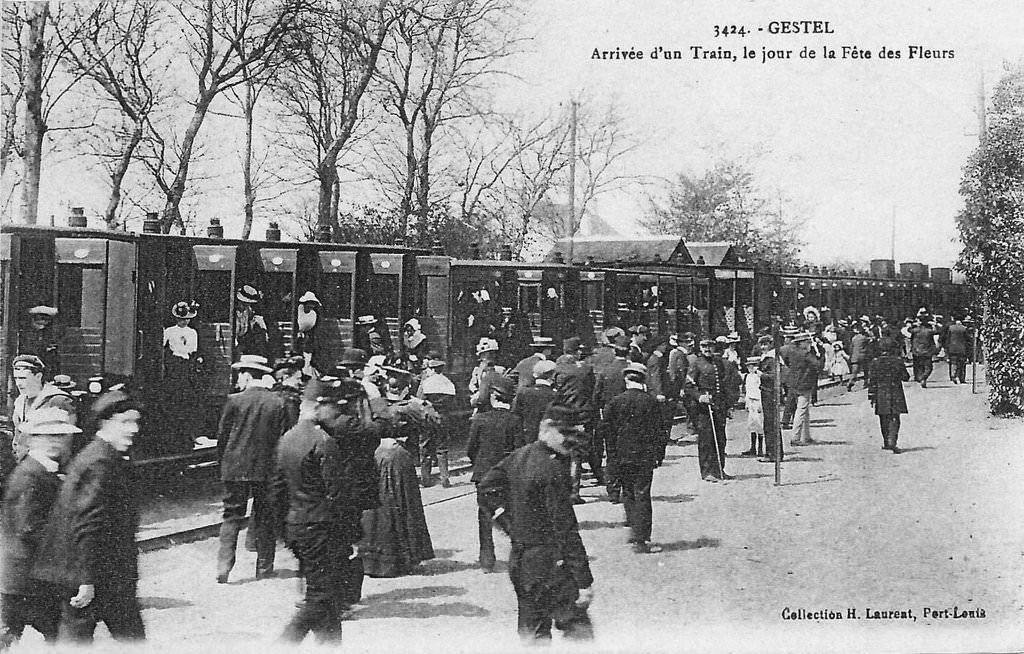
Affluence pour la Fête des fleurs.

En 1912, la Compagnie du PO fournit au Conseil général un tableau des « recettes au départ » de ses gares du département, la gare de Gestel totalise 22 025 francs, ce qui la situe à la 25e place sur les 30 gares ou stations.
Peu de temps après la Seconde Guerre mondiale l'éditeur Gaby sort une carte postale avec une vue aérienne montrant le bourg, avec de nombreux bâtiments en ruines dont l'église, et l'ensemble de la gare, toujours en état, qui comporte notamment son bâtiment voyageurs, l'abri de quai et sa halle marchandises, d'origine PO. Le plan des voies comporte, outre la ligne, une aiguille avec le départ d'un embranchement et deux voies avec butoirs devant la halle. En 1955 l'embranchement qui rejoint la base d'aéronautique navale de Lann-Bihoué est l'objet de travaux du fait de la détérioration des réparations effectuées en urgence après les bombardements.
Afin de préparer la venue du TGV Atlantique, l'électrification de la ligne est entreprise de Rennes à Quimper. Les travaux se réalisent en deux temps, en 1991 jusqu'à Gestel et en 1992 de Gestel à Quimper. Cette évolution de l'infrastructure et du trafic va profondément modifier la gare, qui va voir cesser son trafic marchandises, déferrer ses voies de débords et disparaître son bâtiment voyageur avec son abri de quai. Elle devient une halte SNCF uniquement desservie par quelques trains TER Bretagne assurant un servis omnibus entre Lorient et Quimper.
En 2009 des travaux sont entrepris afin d'améliorer le service voyageurs, deux abris de quais sont construits. Des constructions d'origine il ne reste plus que la halle à marchandises rallongées après la guerre de 1939-1945.
Selon des informations recueillies localement, l'ancienne halle du XIXe siècle sera détruite début 2012 pour être remplacée par des logements sociaux.

## Service des  voyageurs

### Accueil
Halte SNCF, c'est un point d'arrêt non géré (PANG) à accès libre. Les voyageurs ont à leur disposition un abri sur chaque quai, et des indicateurs d'horaires.
La traversée des voies s'effectue par le passage à niveau routier.

### Desserte
Gestel est desservie par des trains TER Bretagne de la relation Vannes, ou Lorient, et Quimper.

### Intermodalité
Le stationnement des véhicules est possible à proximité. La gare est desservie à distance, à l'arrêt Gestel Mairie, par la ligne de bus 30 de la Compagnie de transport de la région lorientaise (CTRL).

Installations en 2009
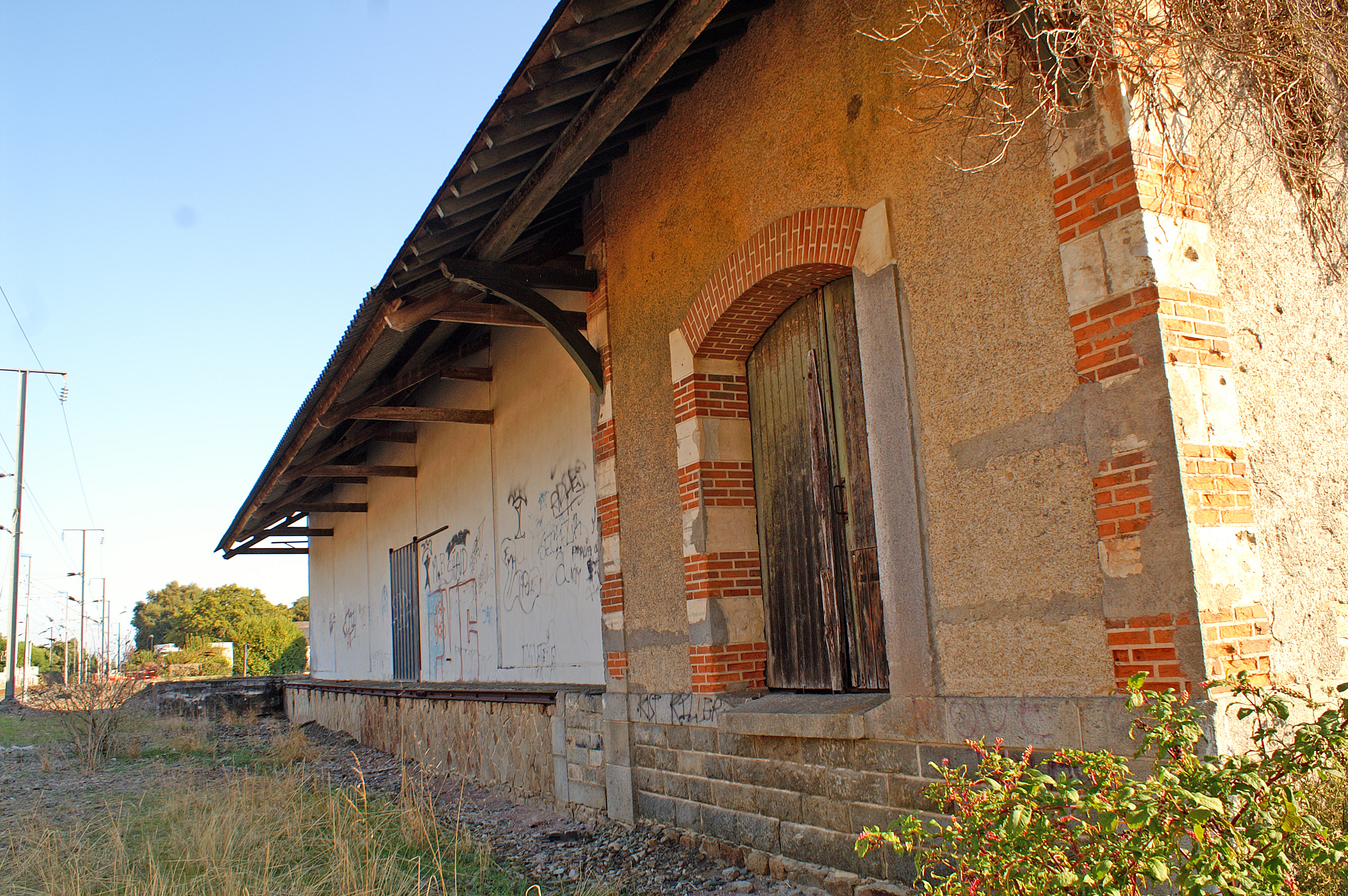
Ancienne halle à marchandises en 2009.
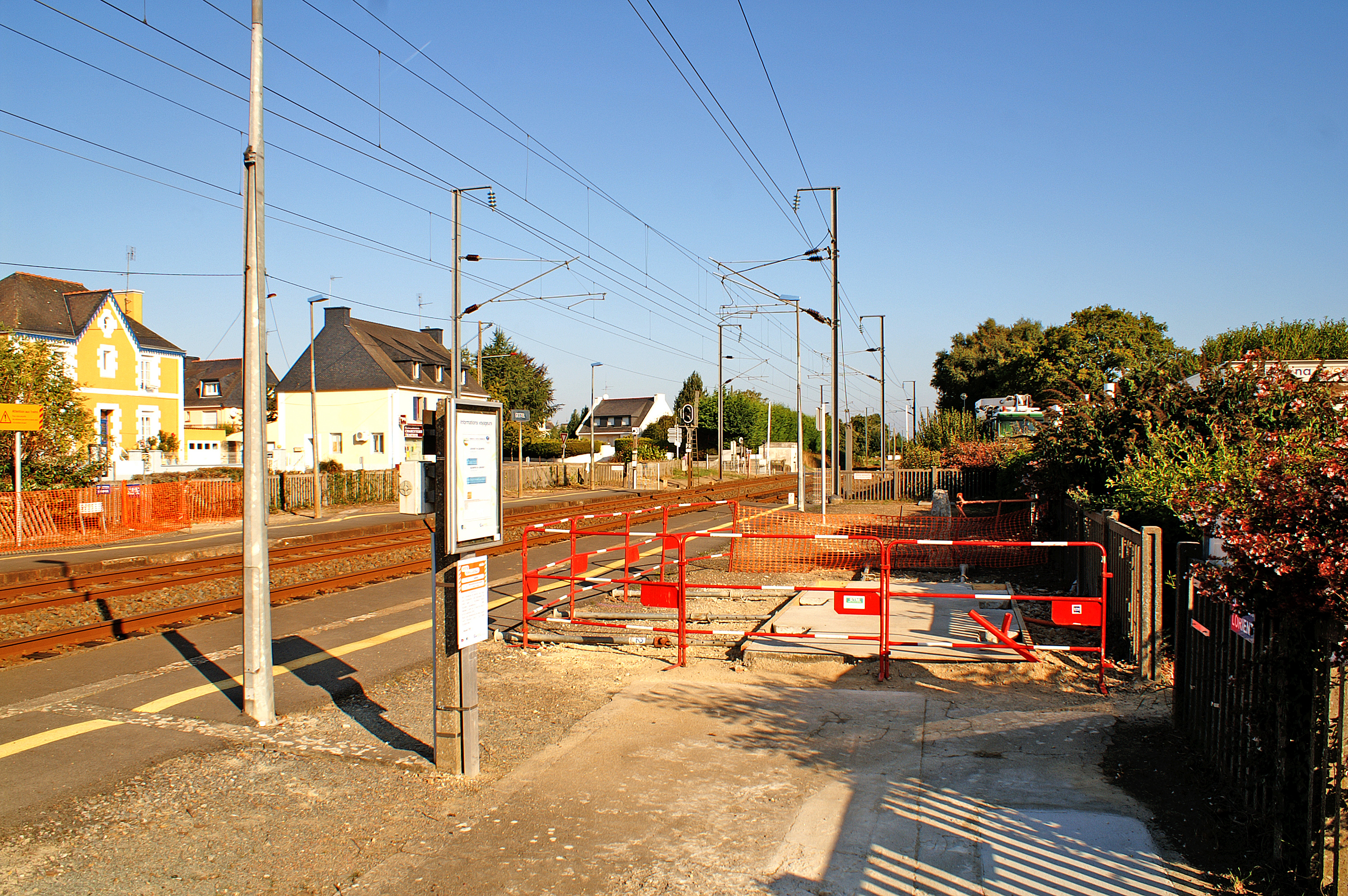
Construction d'abris de quais en 2009.

### Iconographie
- Gestel : la Gare, carte postale n° 3422, photo Henri Laurent, collection H. Laurent, Port-Louis (vers 1900-1925).
- Gestel : arrivée d'un train, le jour de la fête des fleurs, photo Henri Laurent, carte postale n° 3424, collection H. Laurent, Port-Louis (vers 1900-1925).
- Gestel : vue aérienne, carte postale, Gaby (vers 1950).